# Лазарєв Фелікс Васильович
Фелікс Васильович Лазарєв — радянський, український та російський філософ. Доктор філософських наук (1986), професор (1989). Засновник методології інтервального підходу. Автор підручників із філософії.

## Біографія
Народився 23 грудня 1938 року в Улан-Уде в Бурятії.
Закінчив філософський факультет Московського державного університету в 1961 році. Працював асистентом у Ташкентському інституті інженерів залізничного транспорту в 1961—1963 роках. У 1963—1966 роках навчався в аспірантурі Інституту філософії Академії наук СРСР. У 1966 році в спеціалізованій раді при Інституті філософії АН СРСР захистив кандидатську дисертацію «Принцип об'єктивності та проблема точності в природничо-науковому знанні» (науковий керівник — д. філос. н. Ф. Т. Архипцев). Викладав на кафедрі філософії Калузької філії Московського вищого технічного училища ім. М. Е. Баумана в 1966—1974 роках, асистент, доцент. Навчався в докторантурі при МДУ в 1972—1974 роках. З 1974 по 1980 рік викладав у Сімферопольському державному університеті ім. М. В. Фрунзе. У 1980—1984 роках завідувач кафедри філософії Севастопольського приладобудівного інституту. Захистив докторську дисертацію на тему «Гносеологічний аналіз основ природничо-наукового знання» в Інституті філософії Академії наук України у 1985 році, доктор наук (1986), професор (1989). У 1986—1989 роках викладав філософію та методологію науки у вузах Братислави (Словаччина). У 1985—2009 роках завідувач кафедри філософії СДУ ім. М. В. Фрунзе (з 1999 року Таврійського національного університету імені В. І. Вернадського), з 2009 року — професор кафедри соціології та соціальної філософії. Академік Кримської академії наук (1992).
Після окупації Криму Російською Федерацією в 2014 році прийняв російське громадянство, працює професором кафедри філософії природничо-наукового профілю Таврійської академії т. зв. Кримського федерального університету імені В. І. Вернадського.

## Наукова діяльність
Наукові інтереси: методологія науки, епістемологія, філософія культури, філософська антропологія, метафізика. Засновник інтервального підходу (методологія багатовимірного розуміння природної та соціальної реальності) .

### Вибрана бібліографія[6]
- Учебное пособие «Философия» Симферополь (1999);
- учебник «История философии» Симферополь (2003);
- Точность, истина и рост знания. Москва, 1988;
- Современная эпистемология: дух и проблемы. Симферополь., 1999 (у співавт.);
- Многомерный человек. Введение в интервальную антропологии. Симферополь., 2001; Москва, 2010 (у співавт.);
- Славянское древо. Книга судеб. Симферополь., 2003;
- Разум и мудрость в горизонте новой культурной парадигмы. Симферополь, 2004;
- Оправдание мудрости. Симферополь, 2011 (у співавт.);
- Психосоматическая антропология. К .; Симферополь, 2012 (у співавт.)

### Участь у наукових конференціях[7]
- Міжнародний симпозіум «Людина та християнський світогляд». Сімферополь 1995, 1996, 1997, 1998, 1999, 2000, 2001, 2002, 2003, 2004, 2005, 2006, 2007, 2008.
- 3-й інтервальний симпозіум. Сімферополь, 1999, листопад.
- Духовність та нове мислення. Сімферополь, СГУ, 1990, квітень.
- 2-й інтервальний симпозіум. Севастополь, 1982, вересень.
- 1-й інтервальний симпозіум. Коктебель, 1979, серпень.
- Х Міжнародний гегелівський конгрес. Москва, 1974.
- XV Міжнародний філософський конгрес. Варна, 1973.
- IV Міжнародний конгрес з логіки, методології та філософії науки. Бухарест, 1971.
- VIII Міжнародний конгрес з логіки, методології та філософії науки. Москва, 17-22 серпня 1987 року.
- XVI Міжнародний філософський конгрес. Дюсельдорф, 1978.

## Нагороди та звання
- Срібна медаль Вищої економічної школи Братислави (Словаччина)
- Почесна медаль ім. Леонардо да Вінчі
- Почесна грамота Ради міністрів Автономної Республіки Крим (2000)[8]
- Заслужений працівник культури Автономної Республіки Крим (2002)
- Лауреат премії імені В. І. Вернадського (2002)[9]
- Почесна грамота Ради міністрів Автономної Республіки Крим (2008)[10]
- Почесна грамота Президії Верховної Ради Автономної Республіки Крим (2013)[11]
- Звання «Почесний професор Таврійського національного університету ім. В. І. Вернадського»
- Орден «За вірність обов'язку» (Крим, 2018)[12]
- Державна премія Республіки Крим за 2020 рік[13]